# Буланаш
Булана́ш — шахтёрский посёлок в Артёмовском муниципальном округе Свердловской области России.

## Население
В 1969 году население составляло 14,7 тыс. жителей, в 1996 году — 16,5 тыс. человек. В 2003 году население составляло 13,3 тыс. жителей.
| 1959   | 1970    | 1979    | 1989    | 2002    | 2010    | 2021    |
| ------ | ------- | ------- | ------- | ------- | ------- | ------- |
| 13 706 | ↗14 680 | ↘14 486 | ↗16 216 | ↘13 274 | ↘12 504 | ↘11 989 |

## География
Расположен в центральной части Свердловской области, к северо-востоку от Екатеринбурга, к юго-западу от Нижнего Тагила и в 2 км к юго-востоку от города Артёмовского. Буланаш стоит на реке Буланаш, в черте посёлка она образует небольшой пруд.

## История
Посёлок Буланаш был основан в 1939 году в связи с открытием угольных шахт. В строительстве принимали участие работники московского Метростроя, а в годы войны — трудармейцы, присланные из Средней Азии, военнопленные немцы и японцы. Добыча угля начата в 1943 году. Статус посёлка городского типа Буланаш получил в 1949 году. Являлся одним из основных центров добычи угля в Свердловской области. Во времена СССР Буланаш был зажиточным посёлком с развитой инфраструктурой. Здесь работали завод железобетонных изделий, Егоршинский комбинат коммунальных предприятий, Буланашский машиностроительный завод, колбасная фабрика и другие предприятия. Имелись две средние школы, музыкальная школа, детский дом, дом творчества, две больницы, дворец культуры, кинотеатр, спортивный комплекс «Шахтёр».
В конце 1990-х в связи с закрытием шахт большая часть жителей осталась без работы. Подавляющая часть шахтёров трудоспособного возраста стали работать по контракту на немногих угольных шахтах страны, а также на строительстве метро в крупных городах России (Санкт-Петербург, Екатеринбург, Москва) и на небольших оставшихся местных предприятиях.
В 2004 году рабочий посёлок Буланаш был отнесён к категории сельских населённых пунктов, к виду посёлок.

## Инфраструктура
В посёлке работают две средние школы, Центр образования и профессиональной ориентации, детская школа искусств, несколько детских садов. Имеются детская и общая поселковые библиотеки, Центр культуры и кино «Родина», детская юношеская спортивная школа, на базе которой действуют тренажёрный зал и открытый хоккейный корт, а также стадион «Шахтёр». Медицинское обслуживание осуществляют больница, две поликлиники, станция скорой медицинской помощи, стоматологические поликлиники, санаторий-профилакторий «Юбилейный».

## Религия
Действует православный храм во имя святого преподобного Серафима Саровского. Имеется мечеть.

## Транспорт
Посёлок Буланаш связан автобусным сообщением с районным центром городом Артёмовским, а также с сёлами и посёлками района. Открыты прямые автобусные маршруты в Екатеринбург и Реж. Общественный транспорт внутри посёлка представлен междугородними автобусами и такси, а также маршрутным такси № 111.

## Промышленность
По состоянию на 2020 год основными предприятиями посёлка являются Буланашский машиностроительный завод и Артёмовская колбасная фабрика, работает также несколько предприятий, выпускающих полимерную упаковку, стройматериалы, пиво. Имеются фермерские хозяйства и сельхозпредприятия.

## Известные уроженцы и жители
- Жуйков, Сергей Васильевич — герой Российской Федерации.
- Петрова, Татьяна Юрьевна — русская певица, исполнительница русских народных песен.
- Писчиков, Денис Сергеевич — российский серийный убийца.
- Сысолятин, Александр Матвеевич — мастер миниатюрных поделок.